# 王淳 (清朝)
王淳（？—？），正红旗汉军人，是一名清朝官员。荫生出身。
王淳曾于乾隆十二年接替徐惟垣任福州府知府一职，乾隆十五年由徐景熹接任。